# Ricinocarpos
Ricinocarpos es un género perteneciente a la familia de las euforbiáceas. una especie es nativa de Nueva Caledonia, las otras son endémicas de Australia.

## Taxonomía
El género fue descrito por René Desfontaines y publicado en Mémoires du Muséum d'Histoire Naturelle 3: 459. 1817.

## Especies
- Ricinocarpos bowmanii F.Muell.
- Ricinocarpos brevis R.J.F.Hend. y Mollemans
- Ricinocarpos cyanescens Muell.Arg.
- Ricinocarpos glaucus Endl.
- Ricinocarpos ledifolius F.Muell.
- Ricinocarpos marginatus  (A.Cunn.) Benth.
- Ricinocarpos muricatus Muell.Arg.
- Ricinocarpos pinifolius Desf.
- Ricinocarpos psilocladus  (Muell.Arg.) Benth.
- Ricinocarpos rosmarinifolius  (A.Cunn.) Benth.
- Ricinocarpos speciosus Muell.Arg.
- Ricinocarpos stylosus Diels
- Ricinocarpos trichophorus Muell.Arg.
- Ricinocarpos tuberculatus Muell.Arg.
- Ricinocarpos undulates Lehm.
- Ricinocarpos velutinus F.Muell.